# Dodona
Dodona (/doʊˈdoʊnə/; dorska grščina Δωδώνα - Dōdṓnā, jonska in atiška grščina Δωδώνη - Dōdṓnē,) v Epiru v severozahodni Grčiji je bil najstarejši helenski orakelj, po Herodotu verjetno iz 2. tisočletja pr. n. št. Najzgodnejša poročila v Homerju opisujejo Dodono kot Zevsov orakelj. Je v oddaljeni regiji stran od glavnega grškega polisa in je veljal za drugega po prestižu, takoj za preročiščem v Delfih.
Aristotel je menil, da je bila regija okoli Dodone del Hellade in regije, od koder izvirajo Heleni. Orakelj je bil najprej pod nadzorom Tesprotov, preden je prešel v roke Molosov. Ostalo je pomembno versko svetišče vse do vzpona krščanstva v pozni rimski dobi.

## Opis
V času klasične antike so po različnih poročilih svečenice in svečeniki v svetem gaju razlagali šelestenje hrastovih (ali bukovih) listov, da bi določili pravilna dejanja. Po novi razlagi naj bi orakularni zvok izviral iz bronastih predmetov, ki so viseli s hrastovih vej in so se oglašali ob pihanju vetra, podobno vetrnemu zvončku.
Po Nicholasu Hammondu je bila Dodona orakelj, posvečen boginji materi (ki je bila na drugih mestih identificirana z Reo ali Gajo, tukaj pa imenovana Diona), ki se ji je v zgodovinskih časih pridružilo in delno izpodrinilo grško božanstvo Zevs.

## Zgodovina

### Zgodnja zgodovina
Čeprav najzgodnejši napisi na mestu izvirajo iz ok. 550–500 pr. n. št. so arheološka izkopavanja, ki so potekala več kot stoletje, odkrila artefakte že v mikenski dobi, mnogi zdaj v Narodnem arheološkem muzeju v Atenah, nekateri pa v arheološkem muzeju v bližnji Janini. Obstaja starodavno izročilo, da je bila Dodona ustanovljena kot kolonija iz mesta, prav tako imenovanega Dodona, v Tesaliji.
Kultna dejavnost v Dodoni je bila v neki obliki vzpostavljena že v pozni bronasti dobi (ali mikenskem obdobju). V Dodono so prinesli mikenske daritve, kot so bronasti predmeti iz 14. in 13. stoletja. V Dodoni so našli cistično grobnico iz 13. stoletja; ni imela konteksta, na mestu je bil tudi izkopan mikenski drobec iz ok. 1200 pr. n. št., v povezavi s kiliksom. Arheološki dokazi kažejo, da je bil Zevsov kult ustanovljen približno v istem času. Med postmikenskim obdobjem (ali »grškim temnim srednjim vekom«) je dokazov o dejavnostih v Dodoni malo, vendar je prišlo do ponovnega vzpostavitve stika med Dodono in južno Grčijo v arhaičnem obdobju (8. stoletje pr. n. št.) s prisotnostjo bronastega votivnega darila (tj. trinožniki) iz južnih grških mest. Posvetitev oraklju iz Dodone je prispela iz večine grškega sveta, vključno s kolonijami. Čeprav je bilo sosednje območje, je bilo malo ilirskih posvetitev, najverjetneje zato, ker je Orakelj raje komuniciral z grškim svetom. Do leta 650 pred našim štetjem je bila Dodona versko in orakularno središče predvsem za severna plemena; šele po letu 650 pred našim štetjem je postalo pomembno za južna plemena.
Zevsa so v Dodoni častili kot 'Zevs Naios' ali 'Naos' (bog izvira pod hrastom v temenosu ali svetišču, prim. Najade) in kot 'Zevs Bouleus' (Svetovalec). Po Plutarhu sta čaščenje Jupitra (Zevsa) v Dodoni vzpostavila Deucalion in Pyrrha.
Najzgodnejša omemba Dodone je pri Homerju in v tem poročilu je omenjen samo Zevs. V Iliadi (približno 750 pr. n. št.) Ahil moli k »Visokemu Zevsu, gospodarju Dodone, Pelazgu, ki živi daleč stran, razmišlja o zimski Dodoni« (s čimer dokazuje, da je Zevsa mogoče priklicati tudi na daljavo). Nobena zgradba ni omenjena, duhovniki (imenovani Selloi) pa so spali na tleh z neumitimi nogami. Homer ne omenja nobene svečenice.
Orakelj je prikazan tudi v drugem odlomku, ki vključuje Odiseja in pripoveduje o njegovem obisku Dodone. Odisejeve besede »prikazujejo poznavanje Dodone, zavedanje njenega pomena in razumevanje, da je normalno, da se tam posvetuje z Zevsom o problemu osebnega vedenja.«
Podrobnosti te zgodbe so naslednje. Odisej pravi svinjarju Evmaju (morda mu daje izmišljeno pripoved), da so ga (Odiseja) videli med Tesprotijci, ko je šel povprašat k preročišču v Dodoni, ali naj se vrne na Itako javno ali na skrivaj (kot preoblečen Odisej počne). Odisej pozneje ponovi isto zgodbo Penelopi, ki morda še ni spregledala njegove preobleke.
Po mnenju nekaterih učenjakov je bila Dodona prvotno orakelj boginje matere, ki so ga obiskovale svečenice. Na drugih mestih so jo identificirali kot Rea ali Gaja. Diona je delila tudi orakelj. V klasičnih časih je bila Diona v Grčiji postavljena na manjšo vlogo, saj je postala vidik Zevsove bolj običajne žene, Here - vendar nikoli kot Dodona.
Številni posvetilni napisi, najdeni na mestu, omenjajo tako Diono kot Zeus Naios.
Po mnenju nekaterih arheologov je bil mestu dodan majhen kamniti tempelj Dione šele v 4. stoletju pred našim štetjem. V času, ko je Evripid omenil Dodono (fragmentarna igra Melanippe) in Herodot pisal o preročišču, so se na tem mestu pojavile svečenice.

## Klasična in helenistična Grčija
Čeprav ni nikoli zasenčila Apolonovega oraklja v Delfih, je Dodona pridobila sloves daleč onkraj Grčije. V Argonavtiki Apolonija Rodoškega, ponovni pripovedi starejše zgodbe o Jazonu in Argonavtih, je imela Jazonova ladja Argo dar prerokovanja, ker je vsebovala hrastov les, pridobljen iz Dodone.
V ok. Leta 290 pr. n. št. je kralj Pir Epirski Dodono naredil za versko prestolnico svoje domene in jo polepšal z izvedbo vrste gradbenih projektov (tj. veličastno je obnovil Zevsov tempelj, zgradil številne druge stavbe, dodal festival z atletskimi igrami, glasbenimi tekmovanji in dramskimi uprizoritvami v gledališču). Okrog samega preročišča in svetega drevesa je bil zgrajen zid ter templji Dione in Herakleja.
Leta 219 pred našim štetjem so Etolci pod vodstvom generala Dorimaha vdrli in požgali tempelj do tal. V poznem 3. stoletju pred našim štetjem je kralj Filip V. Makedonski (skupaj z Epirci) rekonstruiral vse stavbe v Dodoni. Leta 167 pred našim štetjem so Dodono uničili Rimljani (pod vodstvom Emilija Pavla), vendar jo je cesar Avgust leta 31 pred našim štetjem pozneje ponovno zgradil. Ko je popotnik Pavzanij obiskal Dodono v 2. stoletju našega štetja, je bil sveti gaj zmanjšan na en sam hrast. Leta 241 n. št. je duhovnik po imenu Poplius Memmius Leon organiziral festival Naia v Dodoni. Leta 362 n. št. se je Gaj Julij Cezar posvetoval s preročiščem pred svojimi vojaškimi pohodi proti Perzijcem.
Romarji so še vedno obiskovali preročišče do leta 391-392 n. št., ko je cesar Teodozij I. zaprl vse poganske templje, prepovedal vse poganske verske dejavnosti in posekal starodavni hrast v Zevsovem svetišču. Čeprav je bilo ohranjeno mesto nepomembno, je dolgo posvečeno pogansko mesto moralo ohraniti pomen za kristjane, glede na to, da se je škof Dodone po imenu Theodorus udeležil prvega koncila v Efezu leta 431 n. št.